# Yuru Camp: Movie
Yuru Camp: Movie (映画 ゆるキャン△ Eiga Yurukyan?) es una película de anime de comedia de 2022 producida por Bibury Animation Studios. Está basada en Yuru Camp△ de Afro. La película fue animada por C-Station y producida por DeNA, la película está dirigida por Yoshiaki Kyōgoku a partir de un guion escrito por Jin Tanaka y Mutsumi Ito.
La película se incluyó en un proyecto presentado por el productor Shōichi Hotta al productor de animación Ryoji Maru después de aceptarlo de FuRyu. La película se anunció en octubre de 2018, con Kyōgoku, Tanaka, Ito y el diseñador de personajes Mutsumi Sasaki confirmando su regreso de dos temporadas de Yuru Camp△ en abril de 2021. Yumiri Hanamori, Nao Tōyama, Sayuri Hara, Aki Toyosaki y Rie Takahashi se confirmó en octubre de 2021 que retomarán sus papeles de voz de la serie de televisión de anime y sus personajes madurarán en la película. El personal adicional para la película se reveló en marzo de 2022.
Yuru Camp: Movie será distribuida por Shochiku en Japón el 1 de julio de 2022.

## Sinopsis
Después de fomentar su amistad acampando en la escuela secundaria y tomando caminos separados, un adulto Nadeshiko Kagamihara, Rin Shima, Chiaki Ohgaki, Aoi Inuyama y Ena Saitō se reúnen para construir un campamento.

## Producción
El productor Shōichi Hotta se acercó al productor de animación Ryoji Maru con un "gran proyecto nuevo", que incluía una película, luego de aceptar una oferta de FuRyu en julio de 2018 para liderar un proyecto de secuela para la primera temporada de Yuru Camp△. En octubre de 2018, la película se anunció en el evento de la reunión de explicación de inscripción general de la sociedad secreta de Yurucamp en la prefectura de Saitama. En abril de 2021, se anunció que C-Station y DeNA se encargarían respectivamente de la animación y la producción de la película, con Shochiku como distribuidor. Rie Takahashi, voz de Ena Saitō en dos temporadas de Laid-Back Camp, confirmó en su cuenta de Twitter que el anuncio de la fecha de estreno de la película en el Día de los Inocentes no fue una "broma". En el anuncio se incluyó un concepto visual de un guion gráfico dibujado por el director Yoshiaki Kyōgoku, que muestra a Nadeshiko Kagamihara y Rin Shima maduros y un eslogan que dice: "De ahora en adelante, soy yo". Afro, creador de la serie de manga de Laid-Back Camp, reveló en octubre de 2021 que el guion, los escenarios y otros aspectos de la película se crearon desde cero ya que Kyōgoku y su equipo colaboraron con él en cada paso de su producción.

## Estreno
El logotipo de Laid-Back Camp: Movie se reveló en marzo de 2022. En el mismo mes, se reveló personal adicional para la película, incluidos Miho Imoto y Noriko Tsutsumiya como diseñadores de utilería, Yoshimi Umino como director de arte, Hiroaki Tanaka como director de fotografía. y Takeshi Takadera como director de sonido. El teaser tráiler confirmó que la película estaría basada en una historia original supervisada por Afro.